# 館林市立第三小学校
館林市立第三小学校（たてばやししりつ だいさんしょうがっこう）は、群馬県館林市にある公立小学校。

## 所在地
群馬県館林市尾曳町14-1

## 沿革
- 1952年4月1日 - 館林町立東小学校として、館林町立北小学校、館林町立南小学校の一部を統合して誕生
- 1966年4月1日 - 郷谷小学校と東小学校が統合し館林市立第三小学校となる
- 1970年4月1日 - ことばの指導教室設置・開級
- 1988年4月10日 - 新校舎竣工
- 1990年1月31日 - 新体育館落成

## 教育目標
- 進んで学び思いやりがあり元気でたくましい子

1.　進んで学ぶ子ども
　（基礎・基本を備え、創造力豊かな子ども）
2.　思いやりのある子ども
　（お互いのよさを認め、明るい心で助け合う心豊かな子ども）
3.　元気でたくましい子ども
　（健康で強い意志と体力を持ち、個性豊かな実行力のある子ども）

## 学区
城町、尾曳町、加法師町、つつじ町、当郷町、若宮町、瀬戸谷町、細内町、四ッ谷町

## 学校周辺
- 館林市立第二中学校
- 群馬県立館林女子高等学校

## 主な卒業生
- 根岸弥生